# Kabinett Salandra I
Das Kabinett Salandra I regierte das Königreich Italien vom 21. März 1914 bis zum 5. November 1914. Es wurde von Ministerpräsident Antonio Salandra angeführt und löste das Kabinett Giolitti IV ab.

## Entstehung und Entwicklung
Das Kabinett Salandra I war das 49. Kabinett des Königreiches und sieben Monate und 15 Tage im Amt. Gestützt wurde es von den Liberalen, die 1913 aus der Historischen Rechten (italienisch Destra Storica) hervorgegangen waren, und Teilen der Historischen Linken (it. Sinistra storica), die drei Minister stellten. Am 5. April sprachen die Abgeordneten der Camera dei deputati mit 303 Stimmen, bei 122 Gegenstimmen und neun Enthaltungen der neuen Regierung das Vertrauen aus. Die Koalition überstand unbeschadet die Unruhen der sogenannte „Roten Woche“ (it. Settimana rossa) Anfang Juni 1914, als es nach dem Tod von drei Streikenden in Ancona landesweit zu Unruhen gekommen war, auf die die Regierung gemäßigt reagierte. Nach der Kriegserklärung Österreich-Ungarns an Serbien erklärte Salandra am 3. August 1914 die Neutralität Italiens.
Am 28. Oktober 1914 sprach sich der Ministerrat gegen eine vom Schatzminister befürwortete Erhöhung der Militärausgaben aus, die mit neuen Steuern finanziert werden sollten. Schatzminister Rubini trat daraufhin zurück. Wenige Tage später traten am 31. Oktober auch die anderen Kabinettsmitglieder zurück. König Viktor Emanuel III. beauftragte daraufhin erneut Salandra mit der Regierungsbildung, der am 5. November das Kabinett Salandra II bildete.

## Minister

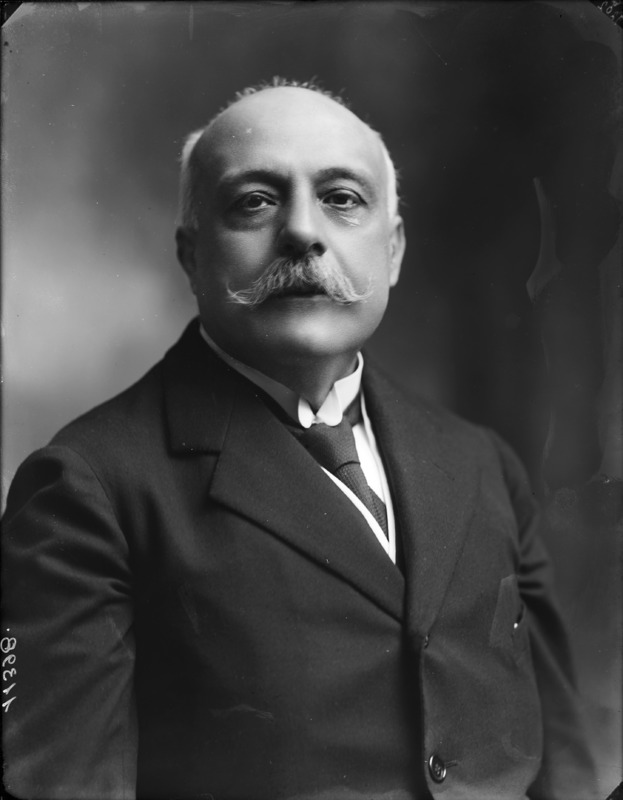
Antonio Salandra

| Ministerien                          | Name |
| ------------------------------------ | --- |
| Ministerpräsident                    | Antonio Salandra                                                                                                   |
| Äußeres                              | Antonino Paternò-Castello (verstorben am 11. Oktober 1914) Antonio Salandra (geschäftsführend ab 17. Oktober 1914) |
| Inneres                              | Antonio Salandra                                                                                                   |
| Justiz und Kirchenangelegenheiten    | Luigi Dari |
| Krieg                                | Domenico Grandi (bis 10. Oktober 1914) Vittorio Zupelli (ab 11. Oktober 1914)                                      |
| Marine                               | Enrico Millo (bis 12. August 1914) Leone Viale (ab 13. August 1914)                                                |
| Finanzen                             | Luigi Rava |
| Schatz                               | Giulio Rubini |
| Öffentliche Arbeiten                 | Augusto Ciuffelli                                                                                                  |
| Bildung                              | Edoardo Daneo |
| Landwirtschaft, Industrie und Handel | Giannetto Cavasola                                                                                                 |
| Post und Telegraphie                 | Vincenzo Riccio |
| Kolonien                             | Ferdinando Martini                                                                                                 |